# Miluše Goppoldová
Miluše Goppoldová (1. února 1928) byla česká a československá politička Komunistické strany Československa, poúnorová poslankyně Národního shromáždění ČSR a Národního shromáždění ČSSR. Po vyjádření nesouhlasu se vstupem vojsk Varšavské smlouvy do Československa v roce 1968 byla z KSČ vyloučena a všemožně perzekvována. Byla vědeckou pracovnicí v chemickém průmyslu, autorkou nebo spoluautorkou 24 patentovaných vynálezů hlavně z oboru výroby benzínu.

## Biografie
Ve volbách roku 1954 byla zvolena za KSČ do Národního shromáždění ve volebním obvodu Ústí nad Labem. Mandát obhájila ve volbách v roce 1960 (nyní již jako poslankyně Národního shromáždění ČSSR za Severočeský kraj). V Národním shromáždění zasedala do konce funkčního období, tedy do voleb roku 1964. Iluze o komunismu nabyté po Druhé světová válce zcela ztratila po vstupu vojsk Varšavské smlouvy do Československa v roce 1968. Při následných stranických prověrkách vstup vojsk odsoudila jako okupaci. To vedlo k jejímu vyloučení ze strany (spolu s manželem), ztrátě místa vedoucího výzkumného pracovníka ve Stalinových závodech v Litvínově (dnes Chemopetrol) a dalším typickým perzekucím komunistického režimu. Přes její vědeckou excelenci jí nebylo umožněno získat doktorát (CSc.) až do sametové revoluce v roce 1989.